# Everything Everywhere All at Once Original Motion Picture Soundtrack
Die Musik für den Film Everything Everywhere All at Once wurde von Son Lux komponiert und das Album Anfang April 2022 veröffentlicht.

## Entstehung

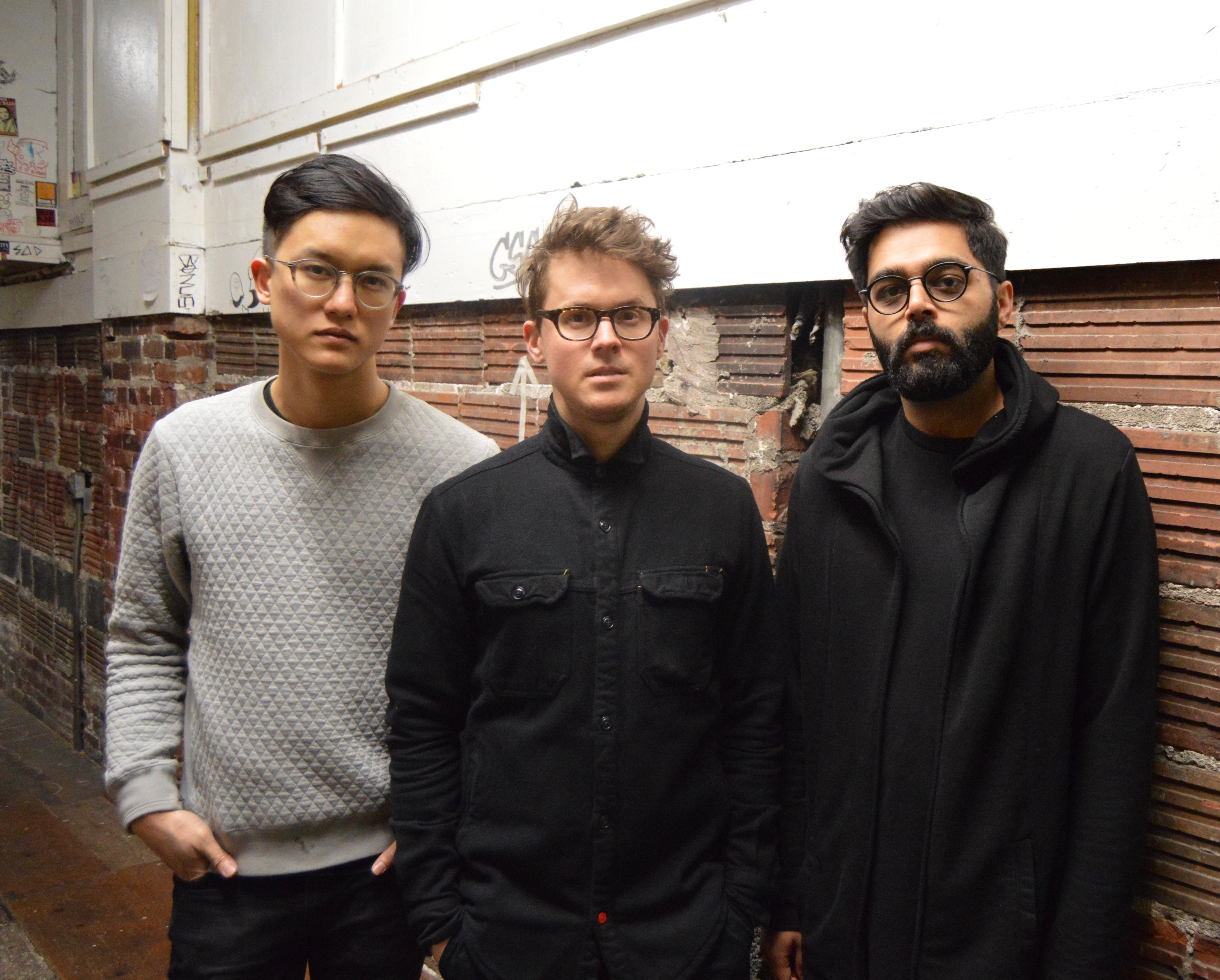
Ian Chang, Ryan Lott und Gitarrist Rafiq Bhatia vom Multiinstrumentalisten-Trio Son Lux

Die Musik für den Science-Fiction-Abenteuerfilm Everything Everywhere All at Once von Daniel Kwan und Daniel Scheinert wurde von dem in Los Angeles ansässigen Multiinstrumentalisten-Trio Son Lux bestehend aus Ryan Lott, Ian Chang und Gitarrist Rafiq Bhatia komponiert.
Im Film, der Ende März 2022 in die US-Kinos kam und im darauffolgenden Monat in Deutschland startete, betreiben die in China geborenen und aufgewachsenen Eheleute Evelyn und Waymond Wang, gespielt von Michelle Yeoh und Ke Huy Quan, einen heruntergekommenen Waschsalon und leben in der kleinen Wohnung darüber. Bei einem Besuch in der Steuerbehörde übernimmt „Alpha Waymond“ die Kontrolle über ihren Ehemann und erzählt ihr von den vielen Paralleluniversen, die existieren. In einem dieser Universen war Evelyn eine Anführerin. Diese hat die „Verse-Sprung“-Technologie entwickelt, die es den Menschen ermöglicht, auf die Fähigkeiten, Erinnerungen und den Körper ihrer Gegenstücke im Paralleluniversum zuzugreifen. Weil das Multiversum nun von Jobu Tupaki bedroht wird, die nach Belieben von einem Universum ins andere springen und auch Materie manipulieren kann, und Alpha Waymond glaubt, Evelyn könne sie aufhalten, fordert er sie auf, ihr ungenutztes Potenzial zu nutzen, weil sie dies von allen ihrer Versionen in diesem Universum bislang am wenigsten getan hat.
Son Lux arbeitete für das Album mit Mitski, David Byrne, Moses Sumney, André 3000 aka André Benjamin, Randy Newman und weiteren Künstlern zusammen. Das vorletzte auf dem Album enthaltene Stück mit dem Titel Sucked Into a Bagel wird von Schauspielerin Stephanie Hsu gesungen, die im Film Evelyn und Waymond Wangs Tochter Joy spielt.

## Veröffentlichung
Das erste Stück des Albums mit dem Titel This Is a Life. wurde am 8. März 2022 im Rahmen der Today on The Zane Lowe Show erstmals vorgestellt und am gleichen Tag veröffentlicht. Das komplette Soundtrack-Album mit insgesamt 49 Musikstücken wurde am 8. April 2022 von A24 Music als Download veröffentlicht. Das darauf befindliche Stück Your Day Will Come war bereits auf dem Album Bones aus dem Jahr 2015 enthalten, dem vierten Album von Son Lux, die in diesem Jahr zum Trio wurden.

## Titelliste

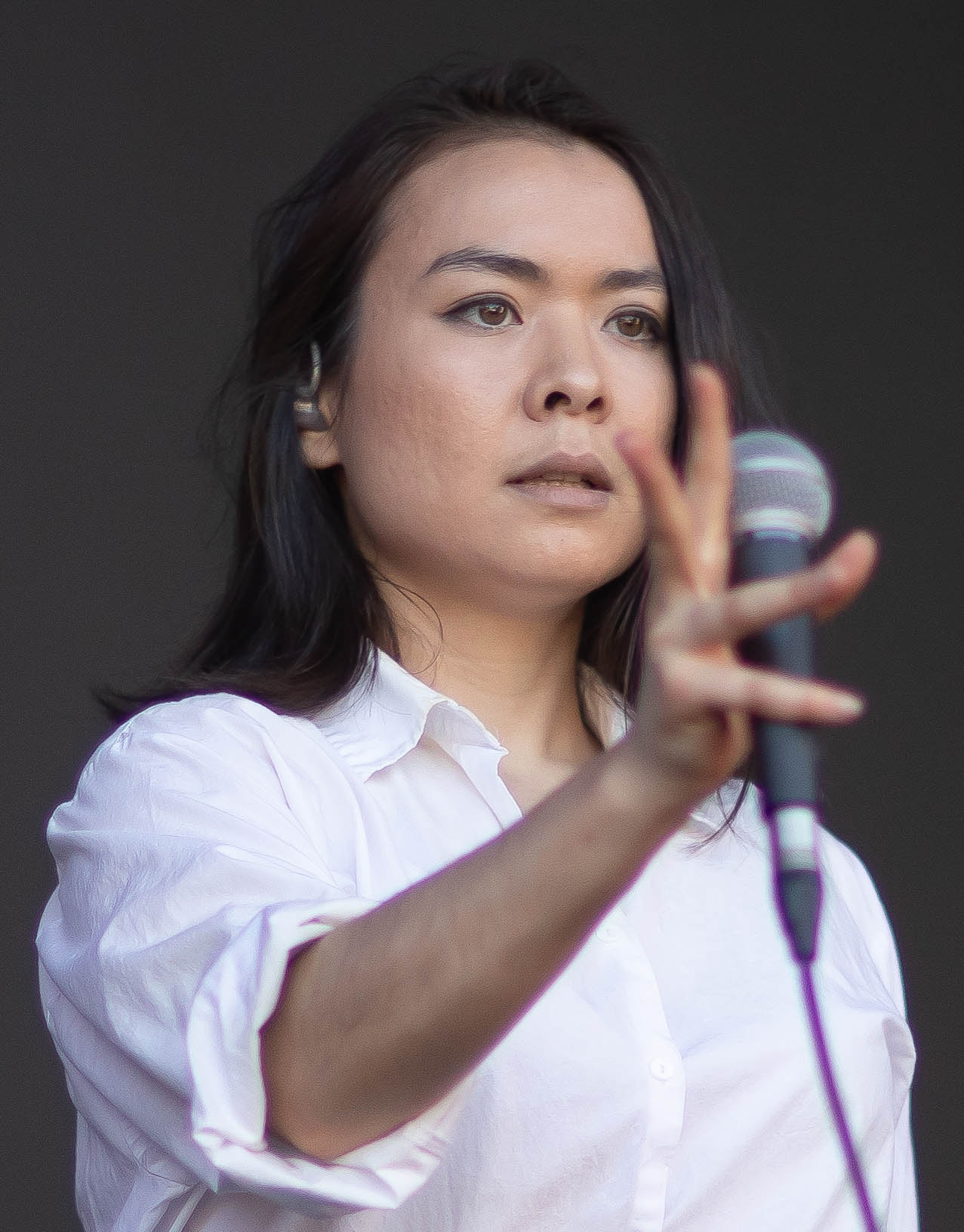
Mitski

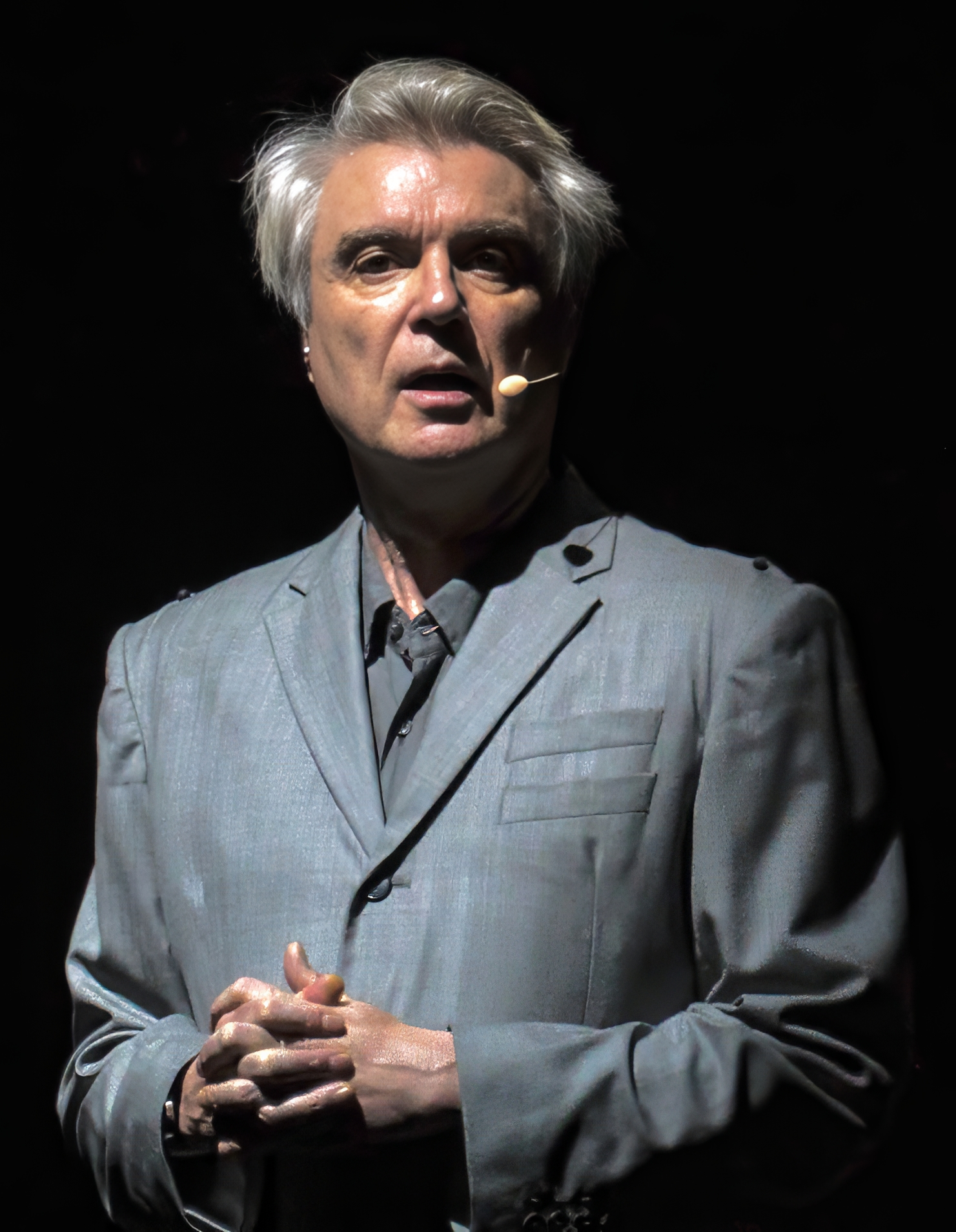
David Byrne

1. This Is a Life (Extended) (featuring Mitski and David Byrne) – 3:35
2. Wang Family Portrait – 1:47
3. Very Busy – 5:09
4. Vvvery Busy – 2:05
5. What Are You Thinking About? – 2:02
6. What a Fast Elevator! – 2:44
7. Switch Shoes to the Wrong Feet – 1:46
8. Nothing Could Possibly Matter More – 2:22
9. A Choice – 1:42
10. Chapstick – 1:49
11. The Fanny Pack – 1:49
12. Jobu Tupaki – 2:03
13. The Alphaverse – 1:53
14. The Mission (featuring Nina Moffitt) – 2:20
15. Deirdre Fight – 5:02
16. Waymond Cries – 0:37
17. I Love You Kung Fu – 1:46
18. My Life Without You (featuring André Benjamin) – 1:33
19. The Story of Jobu (featuring Nina Moffitt) – 1:14
20. Rendezvous at the Premiere – 1:25
21. It’s You... Juju Toobootie (featuring Chris Pattishall and Nina Moffitt) – 1:12
22. Everything Bagel – 2:18
23. You’re Living Your Worst You – 2:27
24. The Boxcutter (featuring André Benjamin) – 2:20
25. Send Every Available Jumper – 2:42
26. Opera Fight (featuring Surrija and yMusic) – 2:17
27. Dog Fight (featuring André Benjamin) – 1:36
28. Drummer Fight – 1:00
29. Plug Fight – 2:34
30. Pinky Fight (featuring André Benjamin) – 1:14
31. I Have Been Watching (featuring Rob Moose and Nina Moffitt) – 1:38
32. Somewhere Out There in All That Noise – 1:26
33. Jobu Sees All – 2:05
34. The Temple – 2:21
35. Evelyn Everywhere – 3:28
36. Evelyn All at Once – 2:29
37. This Is How I Fight – 2:40
38. In Another Life – 2:24
39. It All Just Goes Away – 2:44
40. Clair de Lune, Pied au Piano (featuring Chris Pattishall, von Claude Debussy) – 1:38
41. Come Recover (Empathy Fight) – 7:13
42. Your Day Will Come (Empathy Fight) – 3:05
43. Let Me Go – 2:01
44. Specks of Time – 2:49
45. This Is a Life (featuring Mitski and David Byrne) – 2:41
46. Fence – 3:35
47. Now We’re Cookin‘ (featuring Randy Newman) – 2:14
48. Sucked Into a Bagel (featuring Stephanie Hsu) – 2:30
49. I Love You – 0:38